# Slobodni (2023.)
Slobodni (šp. Libres) je španjolski dokumentarni film redatelja Santosa Blanca iz 2023. godine u produkciji Bosco Filmsa. Prikazuje svakodnevni život redovnika u dvanaest klauzurnih samostana u Španjolskoj.

## Prikazivanje
Film je premijeru imao 15. ožujka 2023. na filmskome festivalu u Málagi. U španjolskim kinima počeo se prikazivati 21. travnja 2023. godine.
U Španjolskoj je tijekom 14 tjedana prikazivanja film pogledalo 87 tisuća gledatelja. Prikazan je u 15 zemalja.

## Vanjske poveznice
- slobodnifilm.com
- Slobodni u internetskoj bazi filmova IMDb-a